# Myrichthys colubrinus
Myrichthys colubrinus — вид лучепёрых рыб из семейства острохвостых угрей. Морской тропический угорь, известный из Индо-Тихоокеанской области: от юга Красного моря до залива Мапуту, Мозамбика и на восток к Островам Общества во Французской Полинезии. Длина тела до 97 см. Число позвонков 190—202. Покрыт широкими поперечными чёрно-белыми полосами, иногда пятнами. Внешне напоминает ядовитую морскую змею желтогубого плоскохвоста (Laticauda colubrina) (бейтсовская мимикрия), но совершенно безвреден. Взрослые особи встречаются на мелководье на песчаных грунтах и в зарослях водорослей. Придонная рыба. Питается мелкими рыбами и ракообразными. Обычно охотится днём.